# Arquà Polesine
Arquà Polesine là một đô thị ở tỉnh Rovigo ở vùng Veneto của Ý, có khoảng cách khoảng 70 km về phía tây nam của Venezia và khoảng 7 km về phía tây nam của Rovigo. Tại thời điểm ngày 31 tháng 12 năm 2004, đô thị này có dân số 2.839 người và diện tích là 20,0 km².
Đô thị Arquà Polesine có các frazioni (các đơn vị cấp dưới, chủ yếu là các làng) Ca'Brancalion, Ca'Torelli, Cornè, Granze, La Berlina, Valmolin di Mezzo, và Valmolin Inferiore.
Arquà Polesine giáp các đô thị: Bosaro, Costa di Rovigo, Frassinelle Polesine, Polesella, Rovigo, Villamarzana.